# Remco Evenepoel
Remco Evenepoel (Schepdaal, Flandres, 25 de janeiro de 2000) é um ciclista belga que atualmente corre para a equipa profissional belga de categoria UCI World Team a Soudal-Quick-Step.

## Biografia

### Trajectória no futebol
Começou a sua carreira desportiva como jogador de futebol, unindo à equipa da capital a Royal Sporting Clube Anderlecht à idade de cinco anos. Quando tinha onze anos passou à academia juvenil da equipa PSV Eindhoven, mas após uns anos à idade de catorze regressou de novo ao Anderlecht. Remco foi convocado várias vezes para a Seleção Belga Sub-15 onde jogou 4 partidas, e também foi convocado para a Seleção Belga Sub-16 onde jogou cinco partidas. Mais adiante, após alguns contra tempos e desilusões como passava demasiado tempo no banco fez-lhe tomar a decisão final de pendurar as botas e passar ao ciclismo, Remco deixou o futebol para começar a provar-se no ciclismo na categoria júnior na equipa Acrog-Pauwels Sauzen Juniors.

### Trajectória em ciclismo de estrada

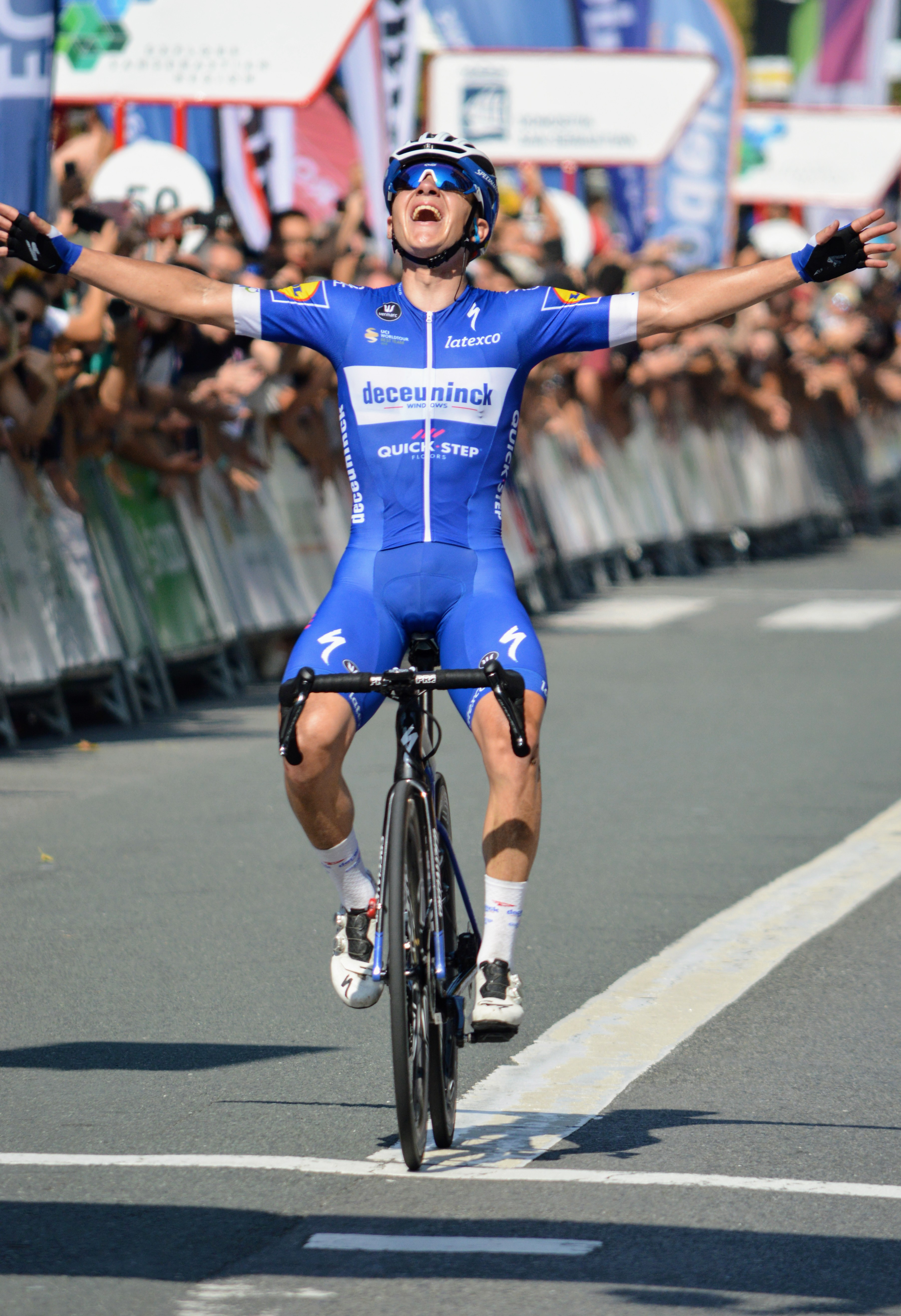
Evenepoel comemorando a vitória na Clásica de San Sebastián 2019

No ano de 2017 Remco começou a competir como ciclista na categoria júnior do seu país. Rapidamente adaptou-se muito bem à alta competição e as suas primeiras vitórias as obteve nas concorrências Aubel-Stavelot Juniors, Route des Géants Juniors, e a Philippe Gilbert Juniors. Nesse mesmo ano competiu no Campeonato mundial de ciclismo de estrada em Bergen (Noruega), mas não terminou a carreira.
O seu início de temporada e primeira carreira em 2018 na categoria júnior foi a Kuurne--Kuurne Juniors onde foi o ganhador, mais adiante, Remco dominou outras concorrências da sua categoria na Bélgica, República Checa, França, Luxemburgo e Itália; sendo um dos desportistas na categoria júnior com mais vitórias num mesmo ano. Em agosto em Glasgow (Reino Unido), Remco foi o ganhador absoluto do Campeonato Europeu de Ciclismo em Estrada na categoria júnior para a modalidade de estrada e contrarrelógio. No entanto, os seus melhores triunfos na categoria júnior estavam por vir, no mês de setembro no Campeonato Mundial de Ciclismo em Estrada em Innsbruck (Áustria), Remco coroou-se como o campeão mundial de ciclismo de estrada na categoria júnior para as modalidades de estrada e contrarrelógio.
Terminados os mundiais de estrada, confirmou-se que Remco Evenepoel correrá como profissional desde 2019 na equipa Deceuninck-Quick-Step de Patrick Lefevere, iniciando a sua temporada na América do Sul na Volta a San Juan.

#### 2022–presente
Na temporada 2022 consegue seus melhores resultados no ciclismo profissional, em abril venceu sua primeira corrida Monumento (ciclismo), a etapa de Liège-Bastogne-Liége.
No mês de Setembro conseguiu a sua primeira vitória em uma Grande Volta vencendo a edição 2022 da Volta a Espanha.
No final do mês de setembro se consagrou o campeão mundial da temporada 2022 de Ciclismo de Estrada ao vencer a corrida em Wollongong na Austrália, terminou a corrida 2m21s a frente do francês Christophe Laporte. Conseguiu essa distância ao efetuar um ataque nos 25 kms finais da prova e pedalar sozinho até à chegada. Em agosto de 2023 renco sagrou se campeão mundial de contrarrelógio.
Em 2024, conquistou o ouro no contrarrelógio nos Jogos Olímpicos em Paris.

## Palmarés
| \| Resultados em categoria júnior \| \| --------------------------------------------------------------------------------------------------------------------------------------------------------------------------------------------------------------------------------------------------------------------------------------------------------------------------------------------------------------------------------------------------------------------------------------------------------------------------------------------------------------------------------------------------------------------------------------------------------------------------------------------------------------------------------------------------------------------------------------------------------------------------------------------------------------------------------------------------- \| \| - 2017 (como júnior)[15] - 1 etapa da Aubel-Stavelot Juniors - Route des Géants Juniors - Philippe Gilbert Juniors - 1 etapa da Bizkaiko Itzulia - 2018 (como júnior)[15] - Kuurne-Bruxelas-Kuurne Juniors - Guido Reybrouck Juniors - [[Campeonato da Bélgica de Ciclismo Contrarrelógio\\|Campeonato da Bélgica Contrarrelógio Junior]] - [[Campeonato da Bélgica de Ciclismo em Estrada\\|Campeonato da Bélgica em Estrada Junior]] - Corrida da Paz Junior, mais 2 etapas - Trophée Centre Morbihan Juniors, mais 1 etapa - GP Général Patton Juniors, mais 2 etapas - Campeonato Europeu Contrarrelógio Junior - Campeonato Europeu em Estrada Junior - Aubel-Stavelot Juniors, mais 1 etapa - 3 etapas da Aubel-Stavelot Juniors - Campeonato Mundial Contrarrelógio Junior - Campeonato Mundial em Estrada Junior - Chrono des Nations Juniors \| - 2019 - Volta à Bélgica, mais 1 etapa - 3.º no Campeonato da Bélgica Contrarrelógio - 1 etapa da Adriatica Ionica Race - Clássica de San Sebastián - Campeonato Europeu Contrarrelógio - 2.º no Campeonato Mundial Contrarrelógio - 2020 - Volta a San Juan, mais 1 etapa - Volta ao Algarve, mais 2 etapas - Volta a Burgos, mais 1 etapa - Volta à Polónia, mais 1 etapa - 2021 - Volta à Bélgica, mais 1 etapa - 2.º no Campeonato da Bélgica Contrarrelógio - 3.º no Campeonato da Bélgica em Estrada - Volta à Dinamarca, mais 2 etapas - Druivenkoers Overijse - Brussels Cycling Classic - 3.º no Campeonato Europeu Contrarrelógio - 2.º no Campeonato Europeu em Estrada - 3.º no Campeonato Mundial Contrarrelógio - Coppa Bernocchi | - 2022 - 1 etapa da Volta à Comunidade Valenciana - Volta ao Algarve, mais 1 etapa - Liège-Bastogne-Liège - Tour da Noruega, mais 3 etapas - 1 etapa da Volta à Suíça - Campeonato da Bélgica Contrarrelógio - Clássica de San Sebastián - Volta a Espanha , mais 2 etapas e classificação dos jovens - 3.º no Campeonato Mundial Contrarrelógio - Campeonato Mundial em Estrada - 2023 - UAE Tour - 2 etapas da Volta à Catalunha - Liège-Bastogne-Liège - 2 etapas do Giro d'Italia - 1 etapa da Volta à Suíça - Campeonato da Bélgica em Estrada - Clássica de San Sebastián - Campeonato Mundial Contrarrelógio - 1 etapa da Volta a Espanha |
| Resultados em categoria júnior | |
| - 2017 (como júnior) - 1 etapa da Aubel-Stavelot Juniors - Route des Géants Juniors - Philippe Gilbert Juniors - 1 etapa da Bizkaiko Itzulia - 2018 (como júnior) - Kuurne-Bruxelas-Kuurne Juniors - Guido Reybrouck Juniors - [[Campeonato da Bélgica de Ciclismo Contrarrelógio\|Campeonato da Bélgica Contrarrelógio Junior]] - [[Campeonato da Bélgica de Ciclismo em Estrada\|Campeonato da Bélgica em Estrada Junior]] - Corrida da Paz Junior, mais 2 etapas - Trophée Centre Morbihan Juniors, mais 1 etapa - GP Général Patton Juniors, mais 2 etapas - Campeonato Europeu Contrarrelógio Junior - Campeonato Europeu em Estrada Junior - Aubel-Stavelot Juniors, mais 1 etapa - 3 etapas da Aubel-Stavelot Juniors - Campeonato Mundial Contrarrelógio Junior - Campeonato Mundial em Estrada Junior - Chrono des Nations Juniors | |

## Resultados

### Grandes Voltas
| Corrida | Corrida         | 2019 | 2020 | 2021 | 2022 | 2023 |
| ------- | --------------- | ---- | ---- | ---- | ---- | ---- |
|         | Giro d'Italia   | —    | —    | Ab.  | —    | Ab.  |
|         | Tour de France  | —    | —    | —    | —    | —    |
|         | Volta a Espanha | —    | —    | —    | 1.º  |      |

### Voltas menores
| Corrida | Corrida             | 2019 | 2020 | 2021 | 2022 | 2023 |
| ------- | ------------------- | ---- | ---- | ---- | ---- | ---- |
|         | Tirreno-Adriático   | —    | —    | —    | 11.º | —    |
|         | Volta à Catalunha   | —    | —    | —    | —    | 2.º  |
|         | Volta ao País Basco | —    | —    | —    | 4.º  | —    |
|         | Volta à Romandia    | 76.º | X    | —    | —    | —    |
|         | Volta à Suíça       | —    | X    | —    | 11.º | 3.º  |
|         | Volta à Polónia     | —    | 1.º  | —    | —    | —    |

### Clássicas, Campeonatos e J. O.
| Corrida                   | Corrida                   | 2019 | 2020 | 2021 | 2022 | 2023 |
| ------------------------- | ------------------------- | ---- | ---- | ---- | ---- | ---- |
| Flecha Brabanzona         | Flecha Brabanzona         | —    | —    | —    | 6.º  | —    |
| Flecha Valona             | Flecha Valona             | —    | —    | —    | 40.º | —    |
|                           | Liège-Bastogne-Liège      | —    | —    | —    | 1.º  | 1.º  |
| Clássica de San Sebastián | Clássica de San Sebastián | 1.º  | X    | —    | 1.º  | 1.º  |
| Grande Prêmio de Quebec   | Grande Prêmio de Quebec   | 99.º | X    | X    | —    | —    |
| Grande Prêmio de Montreal | Grande Prêmio de Montreal | 53.º | X    | X    | —    | —    |
|                           | Giro de Lombardia         | —    | Ab.  | 19.º | —    |      |
| J.O. (Rota)               | J.O. (Rota)               | ND   | ND   | 49.º | ND   | ND   |
| J. O. (CRI)               | J. O. (CRI)               | ND   | ND   | 9.º  | ND   | ND   |
| Mundial em Estrada        | Mundial em Estrada        | Ab.  | —    | 62.º | 1.º  | 25.º |
| Mundial Contrarrelógio    | Mundial Contrarrelógio    | 2.º  | —    | 3.º  | 3.º  | 1.º  |
| Europeu em Estrada        | Europeu em Estrada        | —    | —    | 2.º  | —    |      |
| Europeu Contrarrelógio    | Europeu Contrarrelógio    | 1.º  | —    | 3.º  | —    |      |
| Bélgica em Estrada        | Bélgica em Estrada        | 84.º | —    | 3.º  | 37.º | 1.º  |
| Bélgica Contrarrelógio    | Bélgica Contrarrelógio    | 3.º  | —    | 2.º  | 1.º  | 4.º  |

—: Não participa 

Ab.: Abandona 

X: Não se disputou

### Recordes e marcas pessoais
- Primeiro ciclista na história em ganhar uma Grande Volta, um monumento, o Mundial em Estrada e o Mundial Contrarrelógio.
- Segundo ciclista na história em ganhar o Mundial em Estrada na modalidade Júnior (2018) e Elite (2022) depois do estado-unidense Greg LeMond em 1979 (júnior), 1983 e 1989 (elite).[16]
- Segundo ciclista na história em ganhar o Mundial em Estrada e o Mundial Contrarrelógio depois do espanhol Abraham Olano.
- Segundo ciclista na história em ganhar o Mundial Contrarrelógio na modalidade Júnior (2018) e Elite (2023) depois do suíço Fabian Cancellara em 1998 e 1999 (júnior), 2006, 2007, 2009 e 2010 (elite).
- Quarto ciclista na história em ganhar um Monumento, uma Grande Volta e o Mundial em Estrada no mesmo ano depois do italiano Alfredo Binda em 1927, o belga Eddy Merckx em 1971 e o francês Bernard Hinault em 1980.[17]

## Prêmios e reconhecimentos
- Bicicleta de cristal - Melhor ciclista jovem (2018)[18]
- Promessa belga do ano (2018)[19]
- Desportista belga do ano (2019)[20]
- Bicicleta de cristal - Melhor ciclista profissional (2019,[21] 2022)[22]
- Troféu Flandrien (2022)[23]
- Prêmio Nacional ao Mérito Desportivo da Bélgica (2022)[24]
- Bicicleta de Ouro (2022)[25]
- Gigante flamenco: 2022[26]
- A jóia desportiva de Flandres: 2022[27]

Uma estátua na montanha de Fóia, em Portugal, baseia-se na vitória de Evenepoel na segunda etapa da Volta ao Algarve de 2020.

## Equipas
- Acrog-Pauwels Sauzen Juniors (2017-2018)
- Quick Step (2019-)
  - Deceuninck-Quick Step (2020-2021)
  - Quick-Step Alpha Vinyl Team (2022)
  - Soudal Quick-Step (2023-)